# Ryan Malone
Ryan Gregory Malone, född 1 december 1979, är en amerikansk professionell före detta ishockeyspelare (forward). Han spelade i NHL för lagen Pittsburgh Penguins, Tampa Bay Lightning och New York Rangers.

## Spelarkarriär
Ryan Malone draftades av Pittsburgh Penguins i fjärde rundan och som 115:e totalt.
Malone föddes nära Pittsburgh, där han deltog i Upper St Clair högstadiet i förorts Pittsburgh i två år. Han spelade hockey under hans yngre år på Shattuck-St. Marias i Faribault, Minnesota, en skola där senare Zach Parise och Sidney Crosby deltog. Under hans sista år, spelade Malone med Omaha Lancers i USHL och studerade vid Millard North High School.
Efter examen för gymnasiet fortsatte Malone att spela med St. Cloud State Universitys idrottsförening St. Cloud State Huskies i fyra säsonger. Malone spelade 3 matcher säsongen 2002-03 med AHL-laget Wilkes-Barre/Scranton Penguins efter hans sista säsong på St Cloud State. Han spelade 81 matcher av hans rookiesäsong med Pittsburgh Penguins under säsongen 2003-04. Malone slutade trea i lagets interna poängligan bakom Dick Tärnström och Alexei Morozov. Malone spelade inte med Penguins förrän säsongen 2005-06 igen, på grund av NHL-lockouten 2004-05. Den säsongen blev det spel i Finland, Italien och Schweiz för Malone.
Med spel i samma kedja med Sidney Crosby och Mark Recchi under säsongen 2006-07, gjorde Malone sin första fyrapoängsmatch i NHL 13 december 2006 mot Philadelphia Flyers. Två dagar senare gjorde han sin första hattrick NHL mot New York Islanders. Med denna bedrift blev Malone och hans far endast det andra far&son duon i NHL-historia att göra mål hattrick för samma lag, tillsammans med Ken Hodge, Sr och Ken Hodge, Jr.
Malone uppnådde annan karriär-merit mot Islanders den 19 februari 2007, då han gjorde sitt andra hattrick i karriären genom att göra ett mål i den första minuten av samtliga tre perioder.
I januari 2008 blev Malone och backen Darryl Sydor assisterade kaptener för Penguins, efter att Mark Recchi bytt klubb och att Gary Roberts var långtidsskadad.
I en match i Stanley Cup-finalen 2008, tacklades Malone av Niklas Kronwall och bröt näsan. I den femte finalmatchen, sköt Hal Gill ett slagskott i ansiktet på Malone som fick ett jack på kinden och skadade näsan igen. Han spelade ändå för resten av slutspelet.
Den 28 juni 2008 förvärvade Tampa Bay Lightning exklusiv förhandlingsrätt med Malone och Gary Roberts från Penguins för ett draftval i tredje rundan 2009. En dag senare undertecknade Lightning Malone till ett sjuårigt kontrakt värt $31,5 miljoner, vilket betalade honom $6 miljoner för den första säsongen. Roberts tecknade då ett ettårigt avtal nästa dag.

## Familj
Ryan är son till före detta Pittsburgh Penguins forwarden Greg Malone och är den första i Pittsburgh-området infödda att spela för Penguins. Ryans tröjnummer är nummer #12 som en hyllning till sin far Greg som bar det numret i Pittsburgh. Före säsongen 2010-11 avstod han nummer #12 till Simon Gagne och började använda nummer #6. Innan Ryan skrev på för Tampa Bay 2008 hyrde Lightning Greg som deras chefscout för professionella talanger. Hans kusin Brad Malone är också en professionell hockeyspelare som spelar för Edmonton Oilers organisation.
Malone och hans fru Abby har två söner, William Ryan "Will" Malone och Cooper James Malone. Han är också känd för sina många tatueringar.

## Statistik

### Klubbkarriär
| 1998–99    | Omaha Lancers                  | USHL       | 51  | 14  | 22  | 36  | 81  | 12 | 2 | 4  | 6  | 23 |
| 1999–00    | St. Cloud State Huskies        | WCHA       | 38  | 9   | 21  | 30  | 68  | —  | — | —  | —  | —  |
| 2000–01    | St. Cloud State Huskies        | WCHA       | 36  | 7   | 18  | 25  | 52  | —  | — | —  | —  | —  |
| 2001–02    | St. Cloud State Huskies        | WCHA       | 41  | 24  | 25  | 49  | 76  | —  | — | —  | —  | —  |
| 2002–03    | St. Cloud State Huskies        | WCHA       | 27  | 16  | 20  | 36  | 85  | —  | — | —  | —  | —  |
| 2002–03    | Wilkes-Barre/Scranton Penguins | AHL        | 3   | 0   | 1   | 1   | 2   | —  | — | —  | —  | —  |
| 2003–04    | Pittsburgh Penguins            | NHL        | 81  | 22  | 21  | 43  | 64  | —  | — | —  | —  | —  |
| 2004–05    | Espoo Blues                    | SM-l       | 9   | 2   | 1   | 3   | 36  | —  | — | —  | —  | —  |
| 2004–05    | Ritten-Renon                   | ITL        | 10  | 6   | 1   | 7   | 20  | 6  | 4 | 4  | 8  | 36 |
| 2004–05    | HC Ambri-Piotta                | NLA        | —   | —   | —   | —   | —   | 1  | 0 | 0  | 0  | 2  |
| 2005–06    | Pittsburgh Penguins            | NHL        | 77  | 22  | 22  | 44  | 63  | —  | — | —  | —  | —  |
| 2006–07    | Pittsburgh Penguins            | NHL        | 64  | 16  | 15  | 31  | 71  | 5  | 0 | 0  | 0  | 0  |
| 2007–08    | Pittsburgh Penguins            | NHL        | 77  | 27  | 24  | 51  | 103 | 20 | 6 | 10 | 16 | 25 |
| 2008–09    | Tampa Bay Lightning            | NHL        | 70  | 26  | 19  | 45  | 98  | —  | — | —  | —  | —  |
| 2009–10    | Tampa Bay Lightning            | NHL        | 69  | 21  | 26  | 47  | 68  | —  | — | —  | —  | —  |
| 2010–11    | Tampa Bay Lightning            | NHL        | 54  | 14  | 24  | 38  | 51  | 18 | 3 | 3  | 6  | 24 |
| 2011–12    | Tampa Bay Lightning            | NHL        | 68  | 20  | 28  | 48  | 82  | —  | — | —  | —  | —  |
| 2012–13    | Tampa Bay Lightning            | NHL        | 24  | 6   | 2   | 8   | 22  | —  | — | —  | —  | —  |
| 2013–14    | Tampa Bay Lightning            | NHL        | 57  | 5   | 10  | 15  | 67  | —  | — | —  | —  | —  |
| 2014–15    | New York Rangers               | NHL        | 6   | 0   | 0   | 0   | 4   | —  | — | —  | —  | —  |
| 2014–15    | Hartford Wolf Pack             | AHL        | 24  | 4   | 5   | 9   | 29  | —  | — | —  | —  | —  |
| 2017–18    | Iowa Wild                      | AHL        | 12  | 0   | 2   | 2   | 16  | —  | — | —  | —  | —  |
| NHL totalt | NHL totalt                     | NHL totalt | 647 | 179 | 191 | 370 | 693 | 43 | 9 | 13 | 22 | 49 |

### Internationellt
| År            | Lag           | Turnering     | Resultat      |    | Matcher | Mål | Assist | Poäng | Utv |
| ------------- | ------------- | ------------- | ------------- | -- | ------- | --- | ------ | ----- | --- |
| 2004          | USA           | VM            | 3             | 9  | 3       | 0   | 3      | 2     |     |
| 2006          | USA           | VM            | 7:a           | 7  | 2       | 2   | 4      | 12    |     |
| 2010          | USA           | OS            | 2             | 6  | 3       | 2   | 5      | 6     |     |
| Senior totalt | Senior totalt | Senior totalt | Senior totalt | 22 | 8       | 4   | 12     | 20    |     |